# Rosa María Silva
Rosa María Silva Berrutti (ur. 21 września 1968) – urugwajska pływaczka, uczestniczka igrzysk w 1984, na których wzięła udział w dwóch konkurencjach. Na 100 m żabką zajęła 26. miejsce (w swoim wyścigu eliminacyjnym uplasowała się na ostatniej, 7. pozycji z czasem 1:17,11), natomiast na 200 m tym samym stylem zajęła 21. lokatę (w swoim wyścigu eliminacyjnym zajęła ostatnie, 8. miejsce z czasem 2:50,01). Była najmłodszą reprezentantką Urugwaju na tych igrzyskach.